# GCM Grosvenor
Pour les articles homonymes, voir GCM et Grosvenor.
 (octobre 2024).
Si vous disposez d'ouvrages ou d'articles de référence ou si vous connaissez des sites web de qualité traitant du thème abordé ici, merci de compléter l'article en donnant les références utiles à sa vérifiabilité et en les liant à la section « Notes et références ».
GCM Grosvenor (Grosvenor Capital Management) est l'une des plus importantes sociétés indépendantes de gestion alternative au monde, avec plus de 45 milliards de dollars d'actifs sous gestion. 
Le groupe des solutions de marchés publics de la société fournit des services de gestion de fonds de couverture et des services-conseils à des clients du monde entier. Il est l'un des plus importants placeurs discrétionnaires de fonds de couverture au monde avec un actif sous gestion estimé à 26 milliards $.
Le groupe solutions de marchés privés de la société investit les actifs de ses clients dans des placements dans des fonds primaires, des fonds secondaires et des co-investissements dans les sous-catégories des placements privés, de l'infrastructure et de l'immobilier, ce qui en fait l'un des plus importants gestionnaires de placements et de co-investissements sur les marchés privés au monde, avec environ 22 milliards $ en actifs sous gestion.
Les clients de GCM Grosvenor sont principalement des institutions, telles que des caisses de retraite, des entités souveraines, des banques, des sociétés, des compagnies d'assurance, des organismes de bienfaisance et des fonds de dotation La firme développe des programmes de placement personnalisés et gère également des produits de placement mixtes pour ses clients.
La société, dont le siège social se situe à Chicago, est détenue en partie par Hellman & Friedman, l'un des principaux promoteurs financiers de capital-investissement.

## Histoire

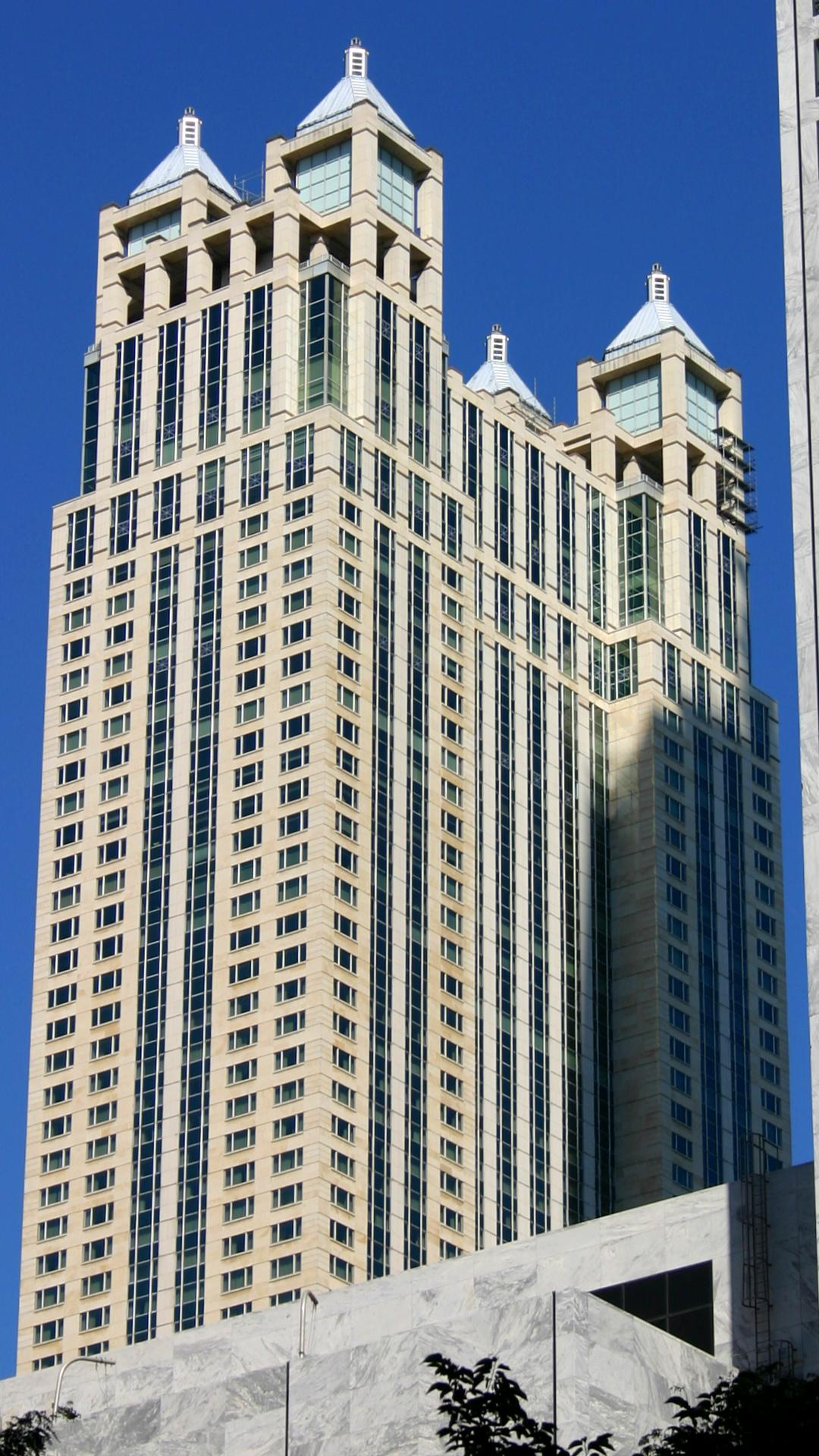
Bâtiment de GCM Grosvenor.

GCM Grosvenor est fondé en 1971 par Richard Elden et gère le premier fonds de fonds de fonds de couverture[Quoi ?] aux États-Unis. En 1973, Elden fait appel à un associé, Frank Meyer, qui était un collègue chez A.G. Becker. Elden quitte GCM Grosvenor en 2006 pour fonder LakeView Investment Manager, qui gère un fonds militant de fonds de fonds de couverture, et Meyer prend sa retraite Michael Sacks, qui s'est joint à la société en 1990, est le chef de la direction actuel[Quand ?] de la société.
En janvier 2014, GCM Grosvenor finalise l'acquisition du Customized Fund Investment Group (CFIG) auprès du Crédit suisse, l'activité de capital-investissement pour compte de tiers du Crédit suisse, qui a investi environ 20 milliards de dollars auprès de gestionnaires externes. 